# Округ Дофин (Пенсилванија)
Дофин (енгл. Dauphin County) је округ у америчкој савезној држави Пенсилванија.

## Демографија
По попису из 2010. године број становника је 268.100, што је 16.302 (6,5%) становника више него 2000. године.
| Група             | 2000.           | 2010.           |
| Белци             | 190.347 (75,6%) | 187.402 (69,9%) |
| Афроамериканци    | 42.580 (16,9%)  | 48.386 (18,0%)  |
| Азијати           | 4.931 (2,0%)    | 8.580 (3,2%)    |
| Хиспаноамериканци | 10.404 (4,1%)   | 18.795 (7,0%)   |
| Укупно            | 251.798         | 268.100         |